# St.-Nicolai-Kirche (Altenbruch)

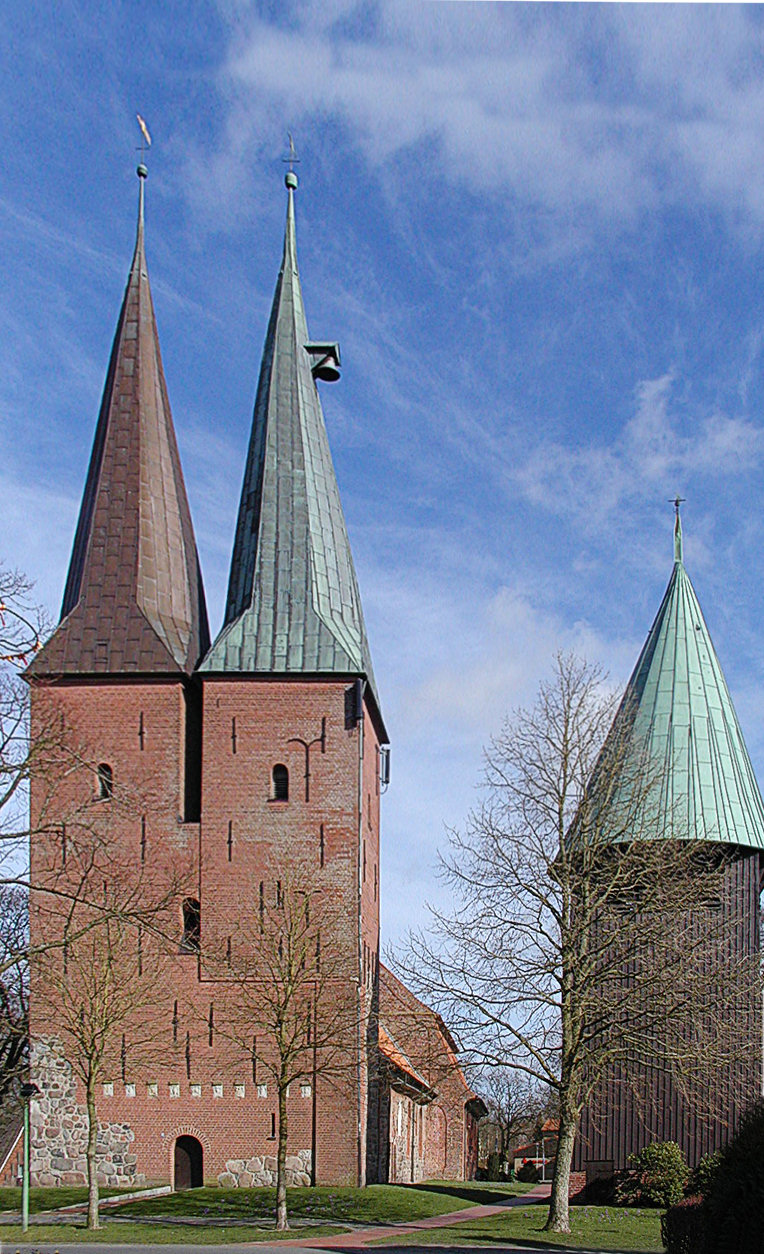
Die drei Türme der St.-Nicolai-Kirche

Die St.-Nicolai-Kirche im  Cuxhavener Stadtteil Altenbruch gehört zur evangelisch-lutherischen Kirche und ist einer der Bauerndome im Land Hadeln. Sie steht auf einer flachen Landerhebung, einer Wurth, sodass sie bei Überflutungen meistens im Trockenen blieb und den umliegend lebenden Menschen eine Zuflucht bot. Diese Landerhebung war von einem Graben umschlossen. Die heutige Wiese um die Kirche war in früheren Zeiten der Kirchhof. Die geborgenen Grabplatten werden in der Kirche vor der Verwitterung bewahrt und ausgestellt.

## Geschichte
Die erstmalige urkundliche Erwähnung stammt von 1280, als ein Pfarrer für Altenbruch erwähnt wird. Man kann aber davon ausgehen, dass dieser Kirchenbau schon älter ist. Das älteste bekannte Kirchensiegel von 1333 zeigt zwei sitzende Bischöfe. Die Vermutungen gehen dahin, dass damit der heilige Nikolaus und der heilige Willehad dargestellt werden sollen. Der eine ist der Namenspatron der Kirche und der Schutzpatron der Seefahrer, der andere der Missionar der Sachsenlande. Mit der Einführung der Reformation 1526 war St. Nicolai die Amtskirche des Superintendenten und Hauptkirche des Landes Hadeln.
In den Türmen der Kirche war das Archiv des Landes Hadeln untergebracht mit dem Landessiegel, das den heiligen Bischof Nikolaus, den Schutzpatron des Landes Hadeln, zeigt. Er war schon die Wappengestalt des Landes Hadeln, so wie er es heute für den Landkreis Cuxhaven ist.
Interessanterweise ist hier die gute Zusammenarbeit der Sachsen und Friesen zu verzeichnen. In der Leitung der Kirchengemeinde wechselten sich die beiden Volksgruppen ab.
Von außen ist am Ostgiebel eine Sandsteinstatue von 1727 zu sehen. Sie stellt den heiligen Nikolaus dar.

## Baugeschichte

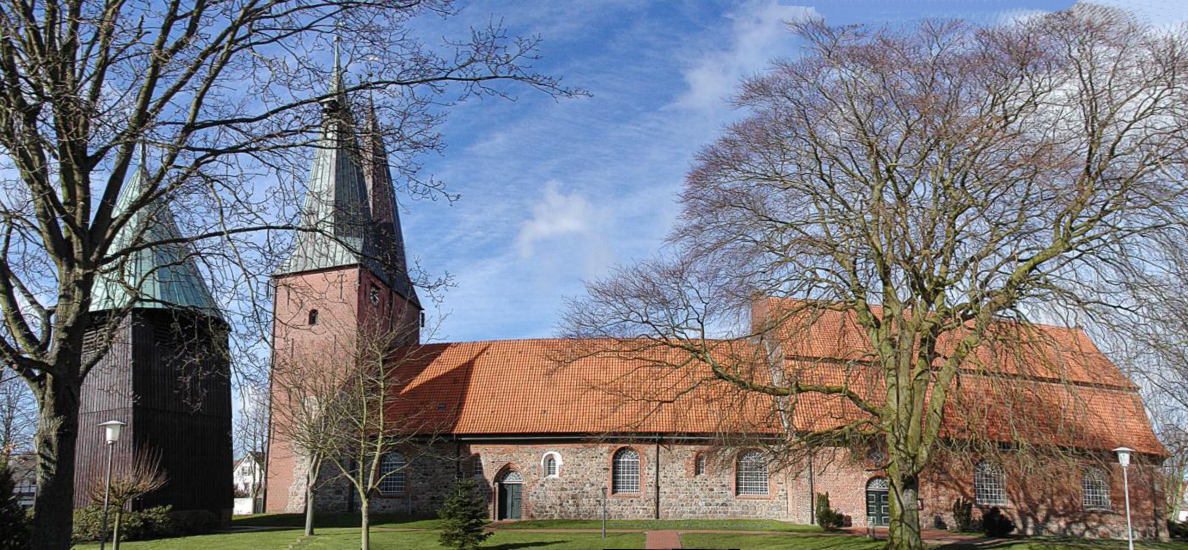
Südansicht von St. Nicolai mit dem mächtigen Chor (1727/28)

Die Kirche ist als eine einschiffige Feldsteinkirche mit Tonnengewölbe und Doppelturm auf einer flachen Landerhebung gebaut. Der Doppelturm war gleichzeitig ein markantes Zeichen für die Seefahrt. Dies erkennt man daran, dass er in allen alten Land- und Seekarten deutlich hervorgehoben ist. Der massiv gebaute Turm trennt sich oberhalb des Dachfirstes des Hauptgebäudes in zwei Einzeltürme, die im Volksmund die Namen Anna und Beate haben, die mit Kupfer gedeckt sind und eine Höhe von 45 Metern aufweisen. Der Doppelturm und das romanische Hauptgebäude werden auf Ende des 12. bis Anfang des 13. Jahrhunderts datiert. Urkundlich konnte dies noch nicht nachgewiesen werden.
1493/94 wurde das Gebäude nach Osten durch einen Chor erweitert. 1727/28 wurde dieser abgebrochen, weil er baufällig war. Auf den alten Grundmauern wurde ein neuer Chor im Stile des Barock errichtet. Auffallend ist die Größe des Chores; er spiegelt den Reichtum der Bauern in diesem Landstrich wider.
Das ursprüngliche mit sorgfältigen horizontalen Kalkmörtellagen versehene Feldsteinmauerwerk ist in den Türmen und dem Haupthaus erhalten. Gegen Ende des 15. Jahrhunderts waren Ausbesserungsarbeiten nötig. Diese sind auch an den spitzbogigen Fenstern erkennbar. Erhalten sind noch die gotischen Eichenholztüren an der Nord- und Südseite. Nur die Stundenglocke hängt im Südturm und ist von außen in einem Turmerker zu sehen. Das restliche Geläut dieser Kirche ist in einem hölzernen Glockenturm südlich des Doppelturms untergebracht. Dieser Holzturm wurde 1647 erbaut.

## Innenausstattung

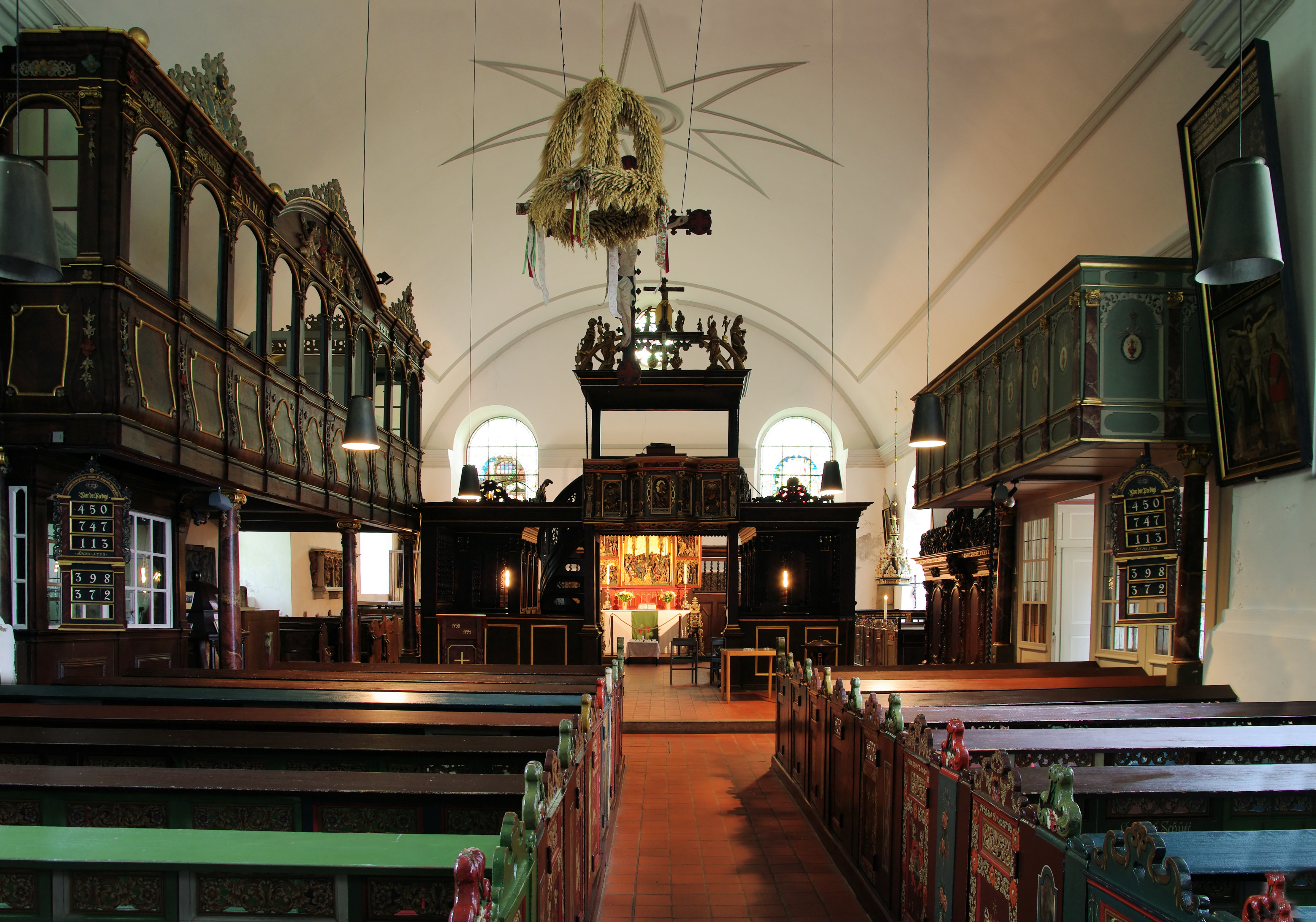
Blick in den Kirchenraum mit den zwei Emporen

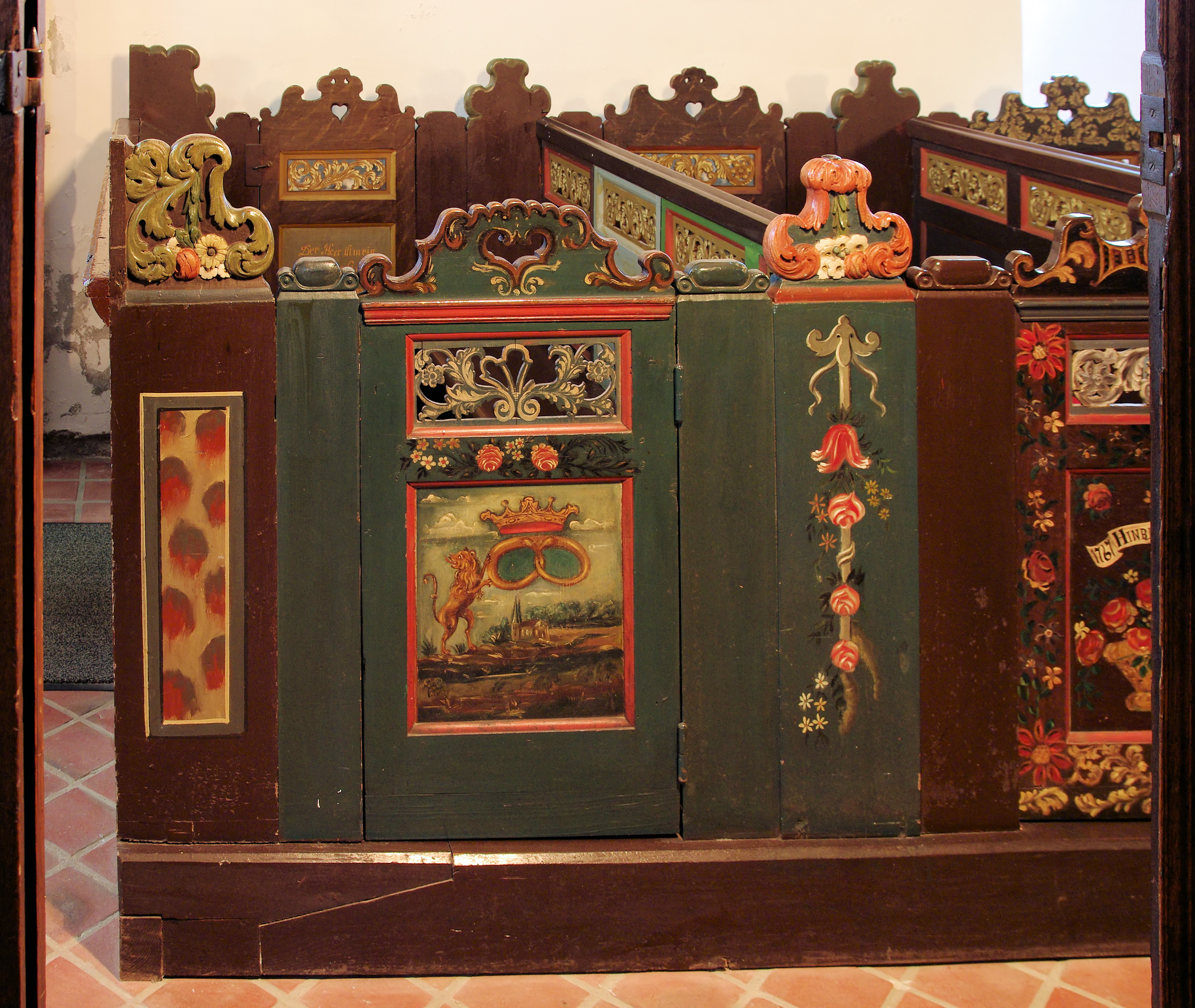
Der Zugang zu den Bankreihen ist mit den Familienwappen versehen.

Die Kirche ist in ihrem Innenausbau sehr hell und licht gehalten.
Markant an dieser Kirche sind die Kirchenbänke für die Gläubigen und die zwei Emporen. Die Reihen der Kirchenbänke werden mit Türen verschlossen, von denen viele mit bäuerlichen Familienwappen versehen sind. Hier ist erkennbar, dass die beiden Stämme – die Friesen und die Sachsen – gut miteinander auskamen. Auf den Wappen  ist die Zugehörigkeit zur Volksgruppe erkennbar. Die Familien saßen allerdings in einer bunten Reihe und auch in den Reihen wechseln sich typisch sächsische und friesische Namen ab. Die Bänke im Kirchenschiff sind der Überlieferung zufolge die Sitze der Frauen und stammen vom Anfang des 18. Jahrhunderts. Die Plätze der Männer waren auf den beiden Emporen. An die südliche der beiden Emporen schließt sich in Richtung Altar eine aus Holz gebaute Beichtkammer an. Im Gesimse dieser Beichtkammer sind an der langen Seite als sitzende weibliche Figuren „Glaube“ und „Hoffnung“ und an der kurzen Seite „Ruhm“ und „Sieg“ dargestellt. Den Abschluss nach oben bildet das Bild Jesus mit der Weltkugel, im Sockel davon steht: Kompt her zv mit alle. An. 1706. Im Land Hadeln war auch im evangelischen Glauben die Einzelbeichte bis 1840 üblich.
Der Innenraum ist mit zehn Gemälden geschmückt, auf denen Folgendes dargestellt wird:
- Geburt Christi (1639)
- Darstellung der Heiligen Drei Könige
- Gethsemane
- Vom barmherzigen Samariter
- Christus in der Kelter
- Kreuztragung (1694)
- Das Jüngste Gericht (1718)
- Drei Pastorenporträts im Chorraum (1638, 1639, 1677)

### Altar

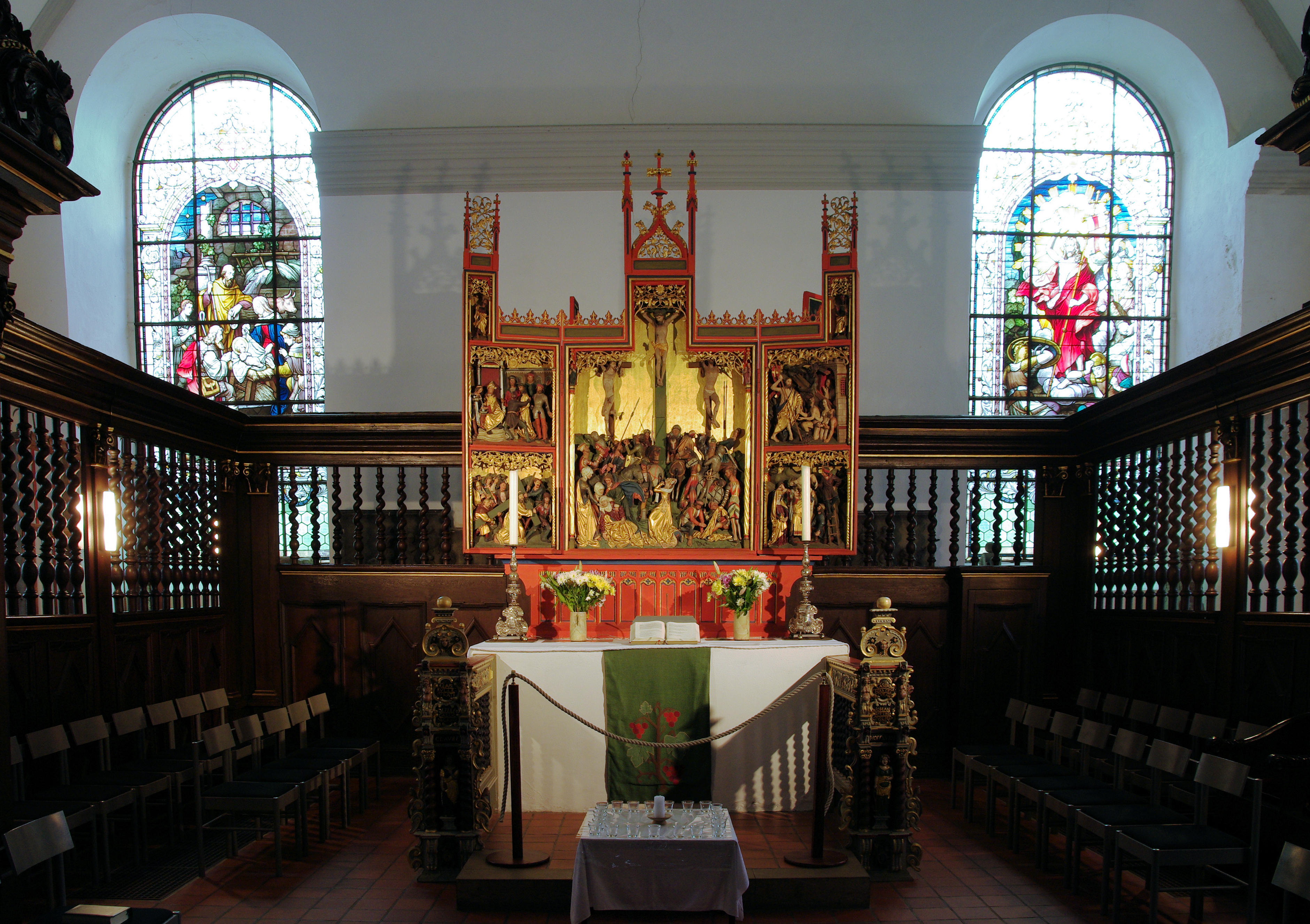
Der Flügelaltar

Der Flügelaltar entstand um 1520 vermutlich in einer Bremer Werkstatt. Er zeigt figurenreiche Darstellungen aus der Passionsgeschichte:
- Oben links: Jesus vor Pilatus, der sich die Hände in Unschuld wäscht.
- Oben rechts:  Christus in der Vorhölle mit Adam und Eva und dem angebissenen Apfel
- Unten links: Jesus das Kreuz tragend
- Unten rechts: Die Abnahme Jesu vom Kreuz
- Das zentrale Bild ist die Kreuzigung Jesu.

Dieser Altar wurde im Laufe der Zeit mehrfach umfangreich geändert. An der Nordseite ist der ursprüngliche geschnitzte Unterbau vom Ende des 16. Jahrhunderts zu sehen. Er besteht aus drei Rundbogennischen mit folgenden Darstellungen (von links nach rechts):
- Der Apostel Petrus (mit Schlüssel)
- Christus als Guter Hirte
- Der Evangelist Johannes (mit Kelch)

Bei der Renovierung von 1897 wurde die Renaissancebekrönung durch das neugotische Gesprenge ersetzt und die Kreuzigungsszene mit einem Goldgrund hinterlegt.

### Kanzel

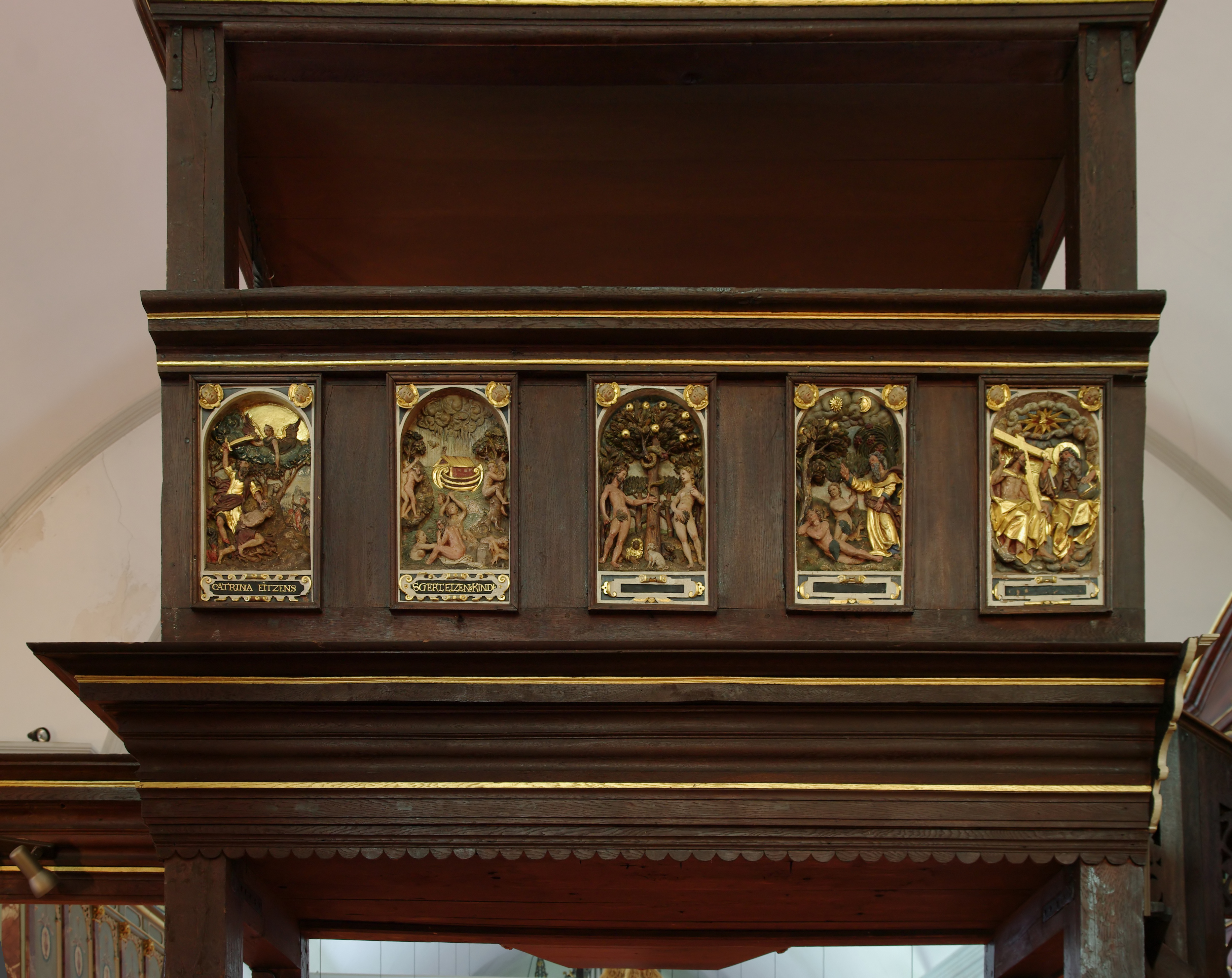
Die Kanzel vom Altar aus gesehen

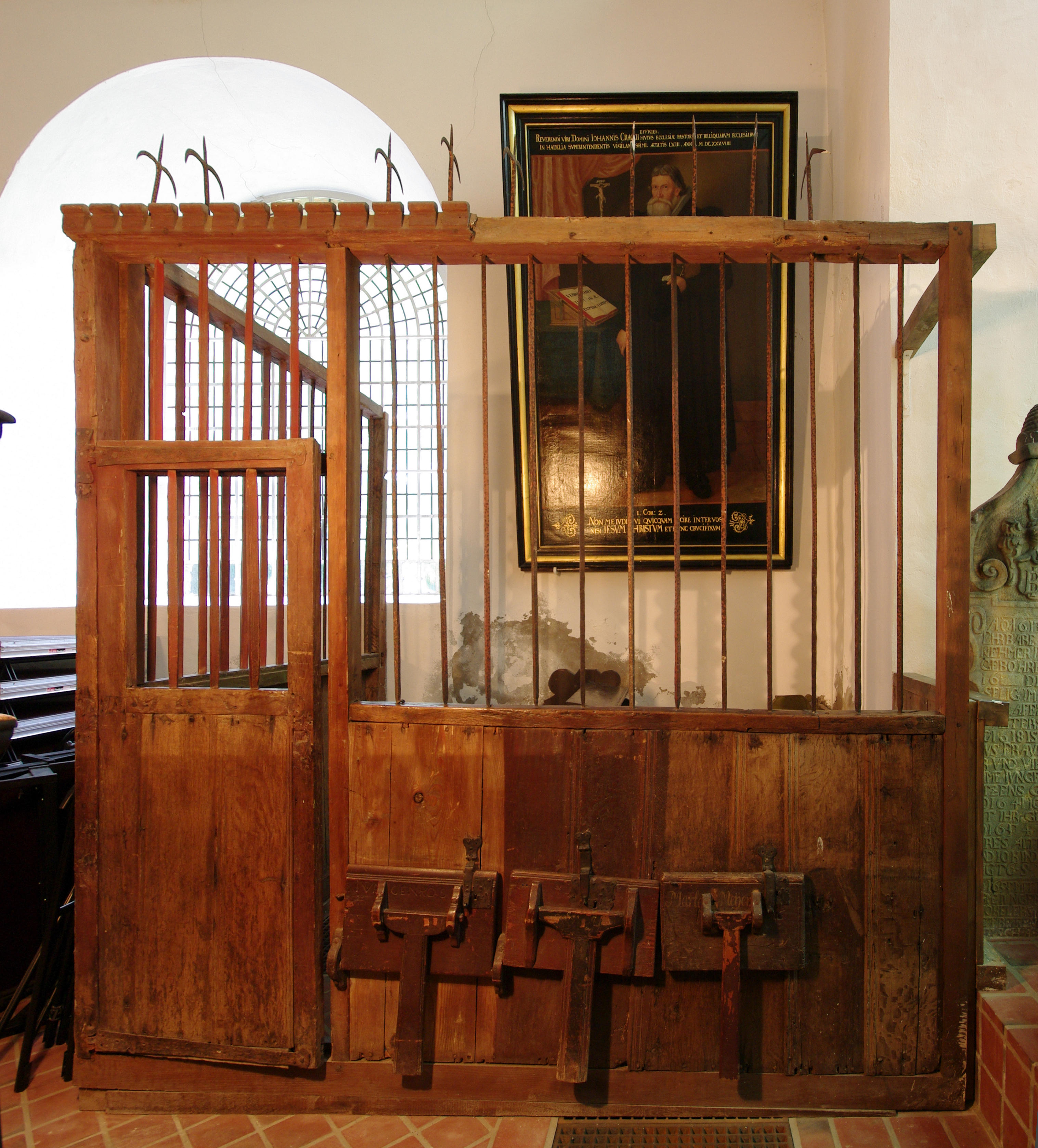
Das Kirchengefängnis

Zu Beginn des 18. Jahrhunderts wurde die Kanzel in die Chorschranke als Portalbau eingefügt. Sie ist vom Altarraum aus durch eine Wendeltreppe zu erreichen. An der Kanzel sind zehn Holzreliefs zu sehen.
- Heilige Dreifaltigkeit
- Erschaffung Evas
- Sündenfall
- Sintflut mit der Arche Noah
- Opferung Isaaks
- Mariä Verkündigung
- Geburt Christi
- Auferstehung Jesu Christi
- Christi Himmelfahrt
- Aussendung des Heiligen Geistes

Die Namen der jeweiligen Stifter sind auf Holzschildchen unterhalb des Reliefs angebracht.
Um 1610 wurde der Schalldeckel der Kanzel gestiftet. Sein Schmuck ist eine Kreuzigungsgruppe und zwei Wappen.

### Kirchengefängnis
Links neben dem Altar im Chorraum findet sich – ebenfalls eine Besonderheit dieser Kirche – eine Gefängniszelle, das Kirchengefängnis.

### Taufbecken

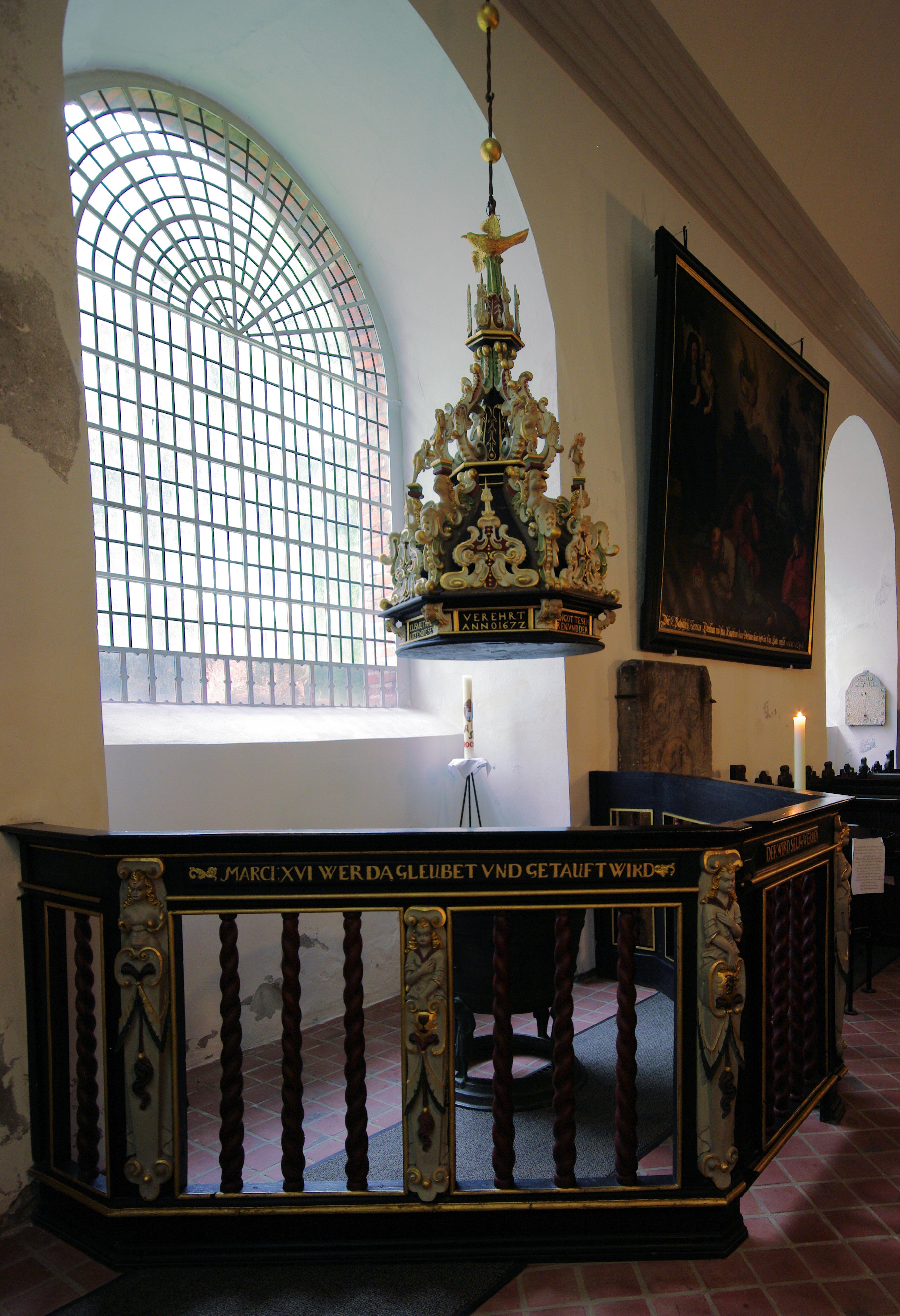
Der Taufkessel mit Umrandung und Abdeckung

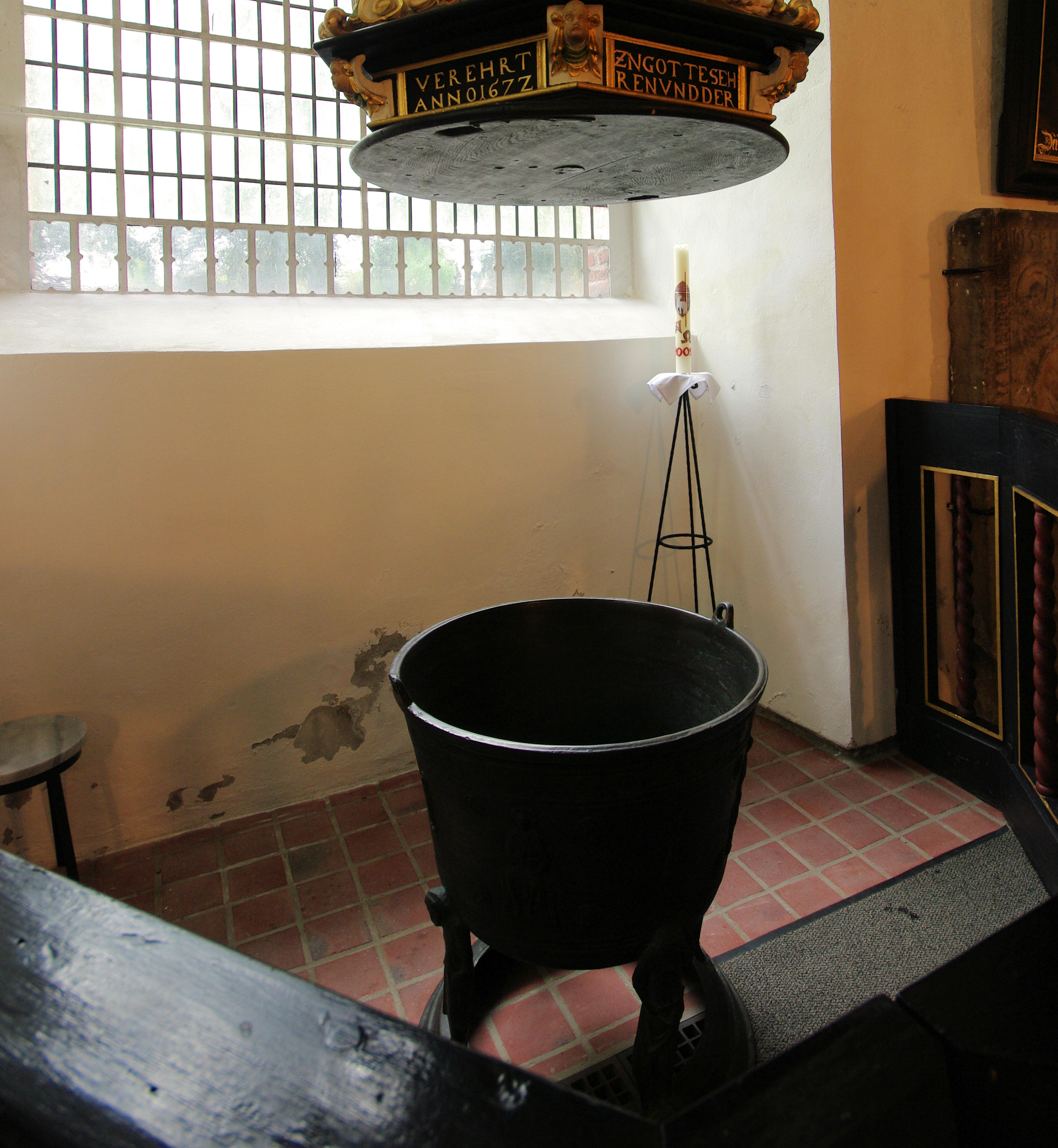
Der Taufkessel

Der Taufkessel aus Bronze ist im frühen 14. Jahrhundert gegossen worden. Er ist das älteste Ausstattungsstück der Kirche. Er soll von Meister Ulricus, einem Wanderglockengießer, gefertigt worden sein. Die Inschrift am Rande in Spiegelschrift lautet +Qvi. baptizatvr. hoc. fonte. lavatvr (Wer in diesem Brunnen getauft wird, wird gereinigt). Die Bauweise lässt vermuten, dass dieser Taufkessel beheizbar war; zur damaligen Zeit wurde der Täufling bei der Taufe noch vollständig im Taufbecken untergetaucht.
Der Holzaufsatz von 1672, mit einer Taube, dem Symbol des Heiligen Geistes, an der Spitze, wurde von Jürgen Heydtmann angefertigt, der aus Holstein stammte und in Otterndorf lebte. Der Aufsatz hat eine sechseckige Grundform, ist beweglich befestigt und dient auch der Abdeckung des Taufkessels.
Der gesamte Taufbereich ist mit einem Holzgitter abgetrennt, welches die Inschrift trägt: MARCI XVI. WER DA GLEUBET VND GETAUFT WIRD – DER WIRD SELIG WERDEN – WER ABER NICHT GLEUBET DER WIRD VERDAMPT WERDEN.

### Herlitz-Epitaph
Das Herlitz-Epitaph stammt von 1697. Es stellt Christus in der Kelter dar. Die Vorlage dazu ist das Titelblatt der Lutherbibel von 1643.
Zur Bildbeschreibung. Neben dem Hügel mit der Kelter sind auf der linken Seite die Figuren der alten und auf der rechten Seite die Figuren der neuen Zeit dargestellt. Der Rahmen dieses Epitaphs fällt durch seine exzellente schnitzerische Ausführung und seinen Formenreichtum auf. Als Material wurde Lindenholz verwendet.

### Kreuztragungsrelief
Das Sandsteinrelief mit der Darstellung des unter der Kreuzeslast stürzenden Christus, ehemals an der Außenwand, heute im Chor angebracht, kann mit einem Hinweis
in der Chronik des Landes Hadeln auf einen Bremer Steinbildhauer in Verbindung gebracht werden: »In denselben Jahre (1504) ward die Storthinge (=das Stürzen) unseres Herrn Jesus Christus zu Altenbruch verdungen mit Meister Johann Voß in Bremen von den Juraten […]«.

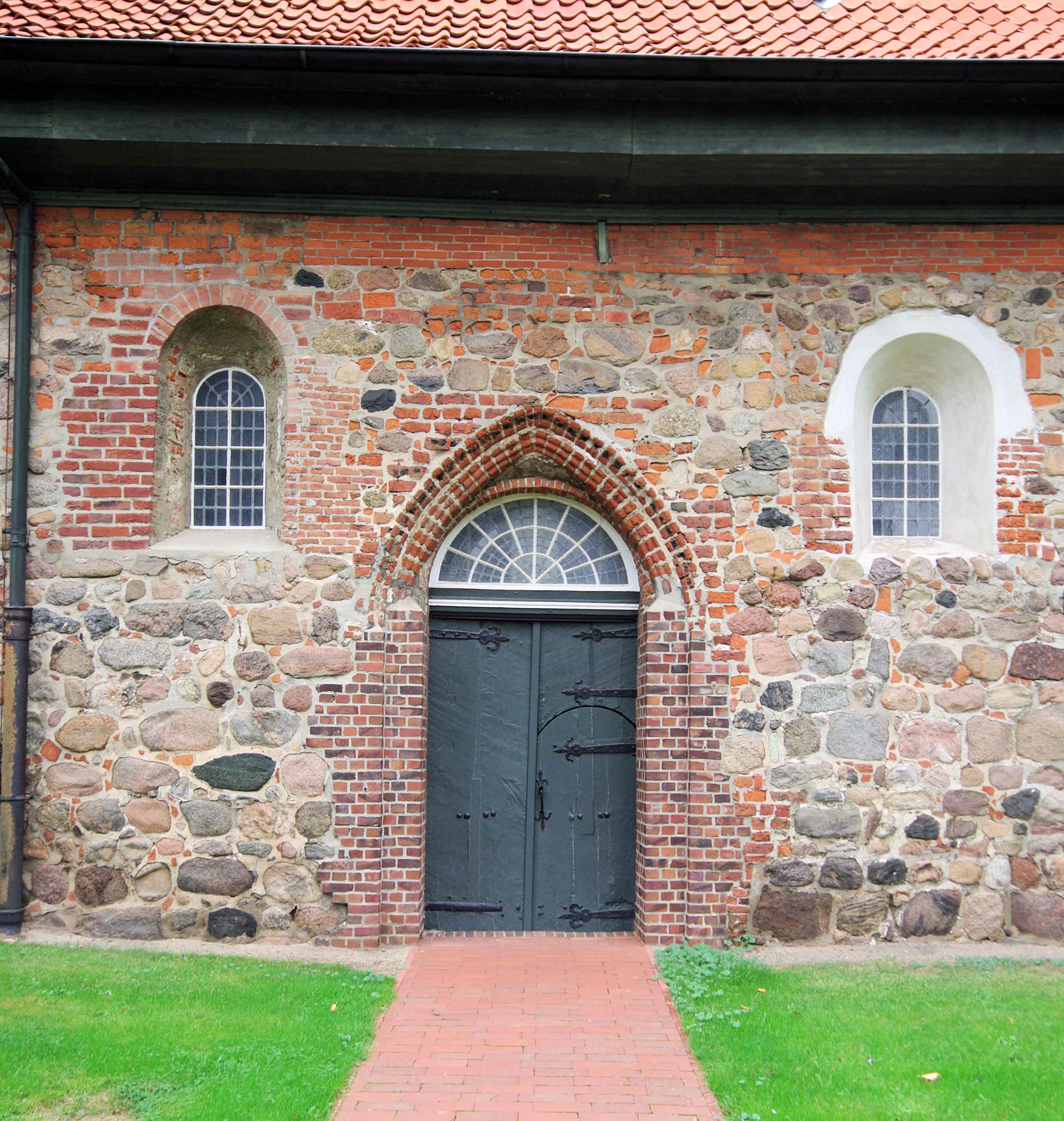
Einer der alten Eingänge und das Feldsteinmauerwerk
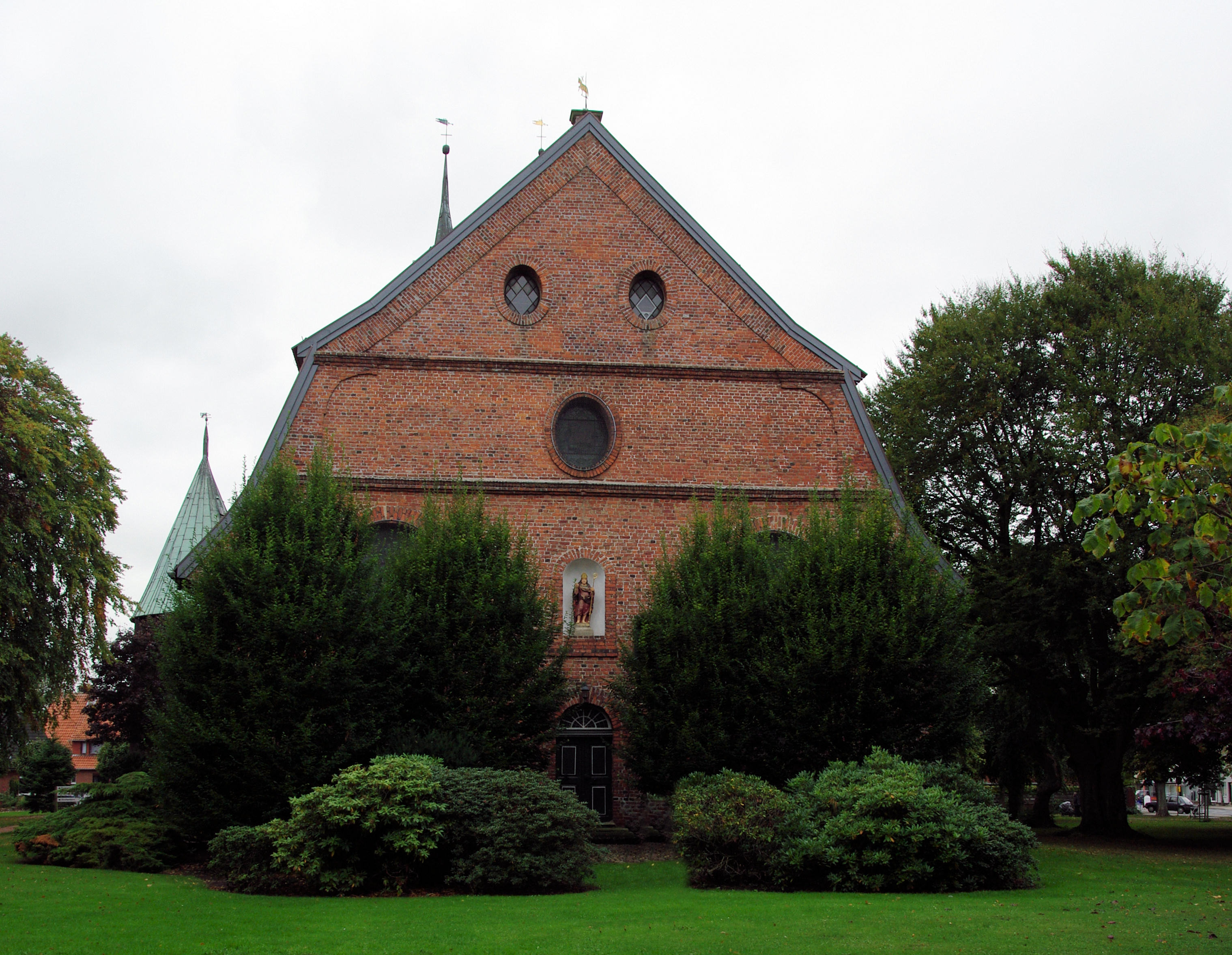
Die Ostfassade mit der Nikolausfigur
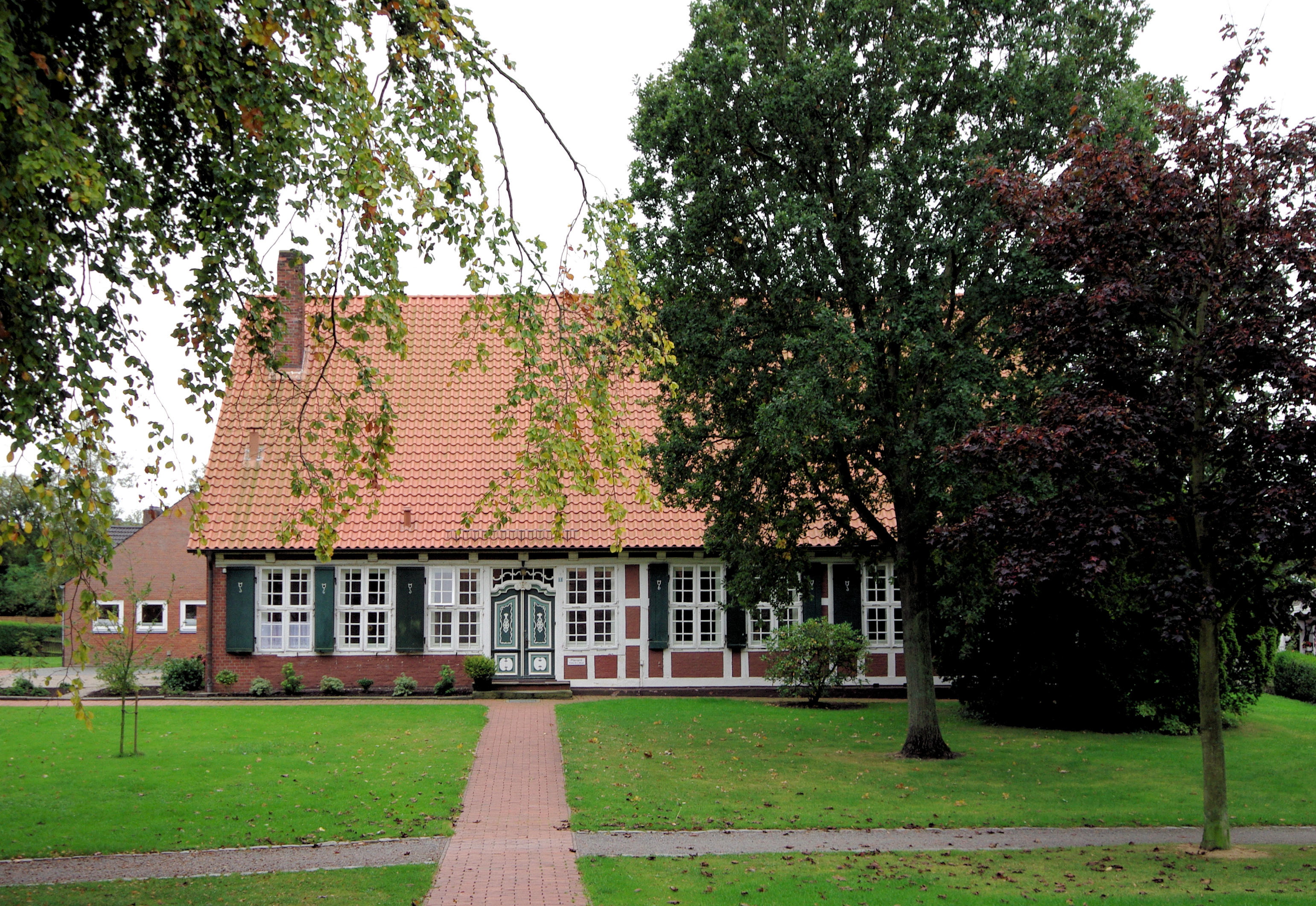
Das Pfarrhaus
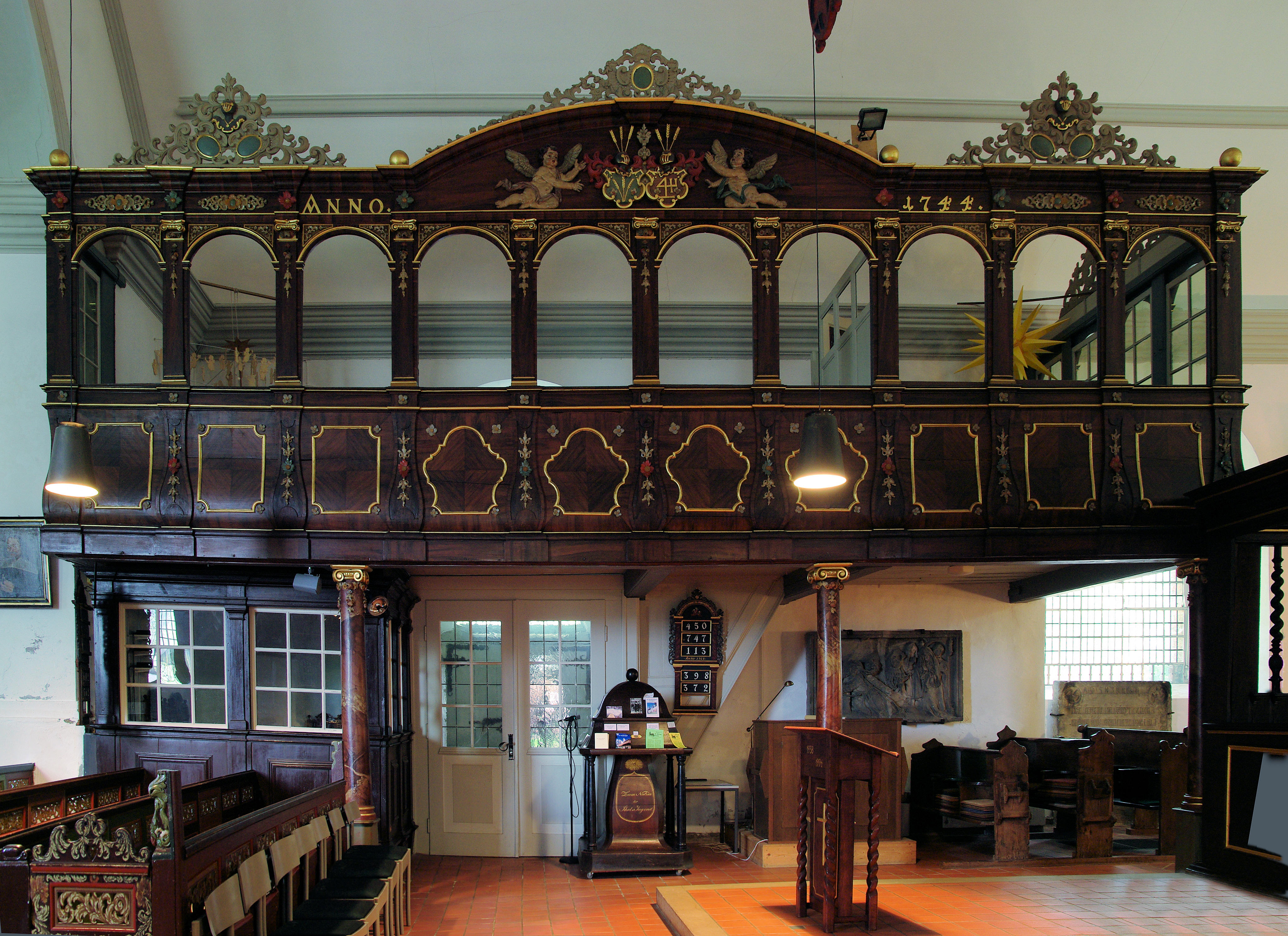
Die Empore gegenüber der Eingangstür
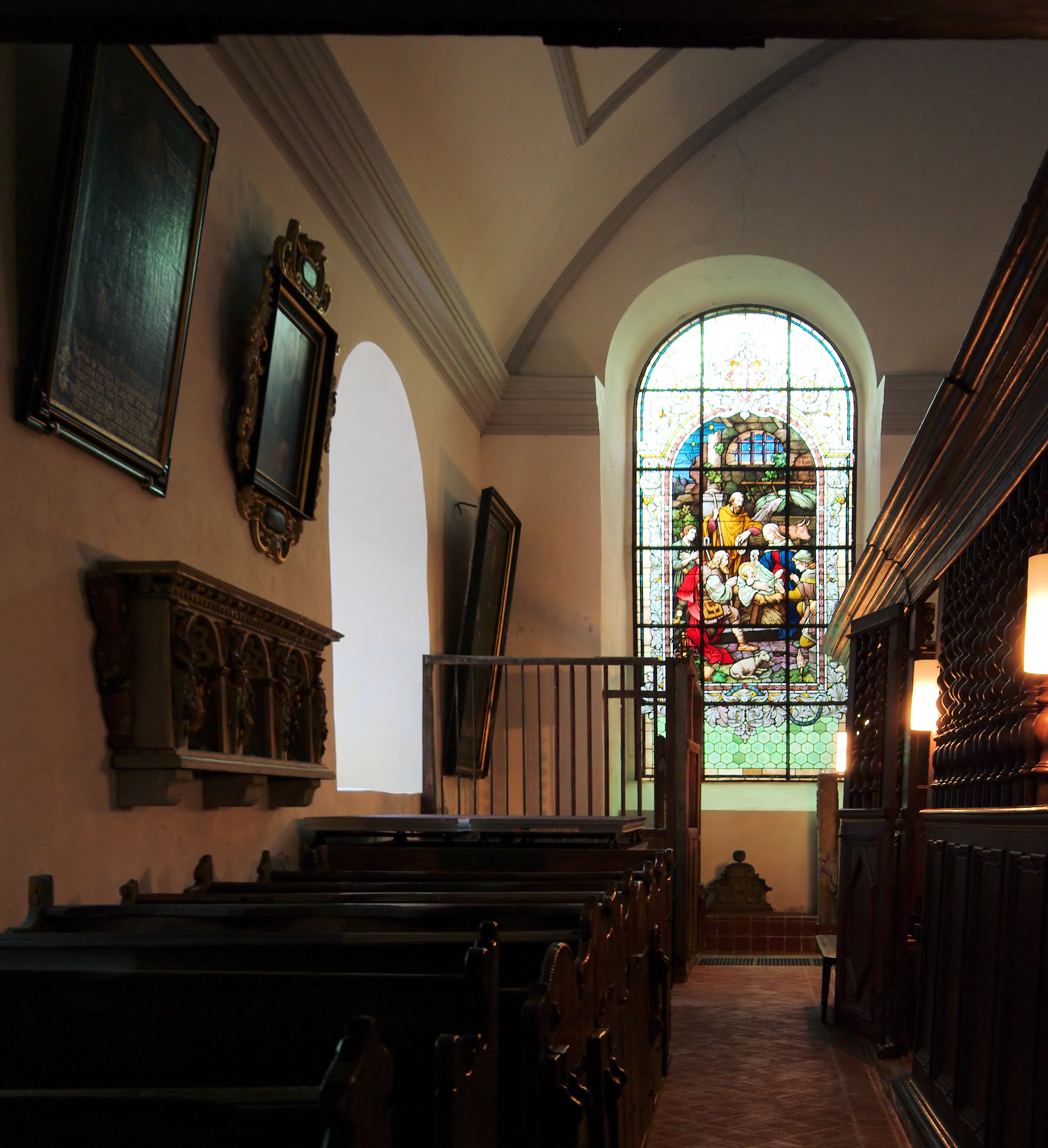
Das schöne Fenster, das Kirchengefängnis und die ältesten erhaltenen Sitzbänke
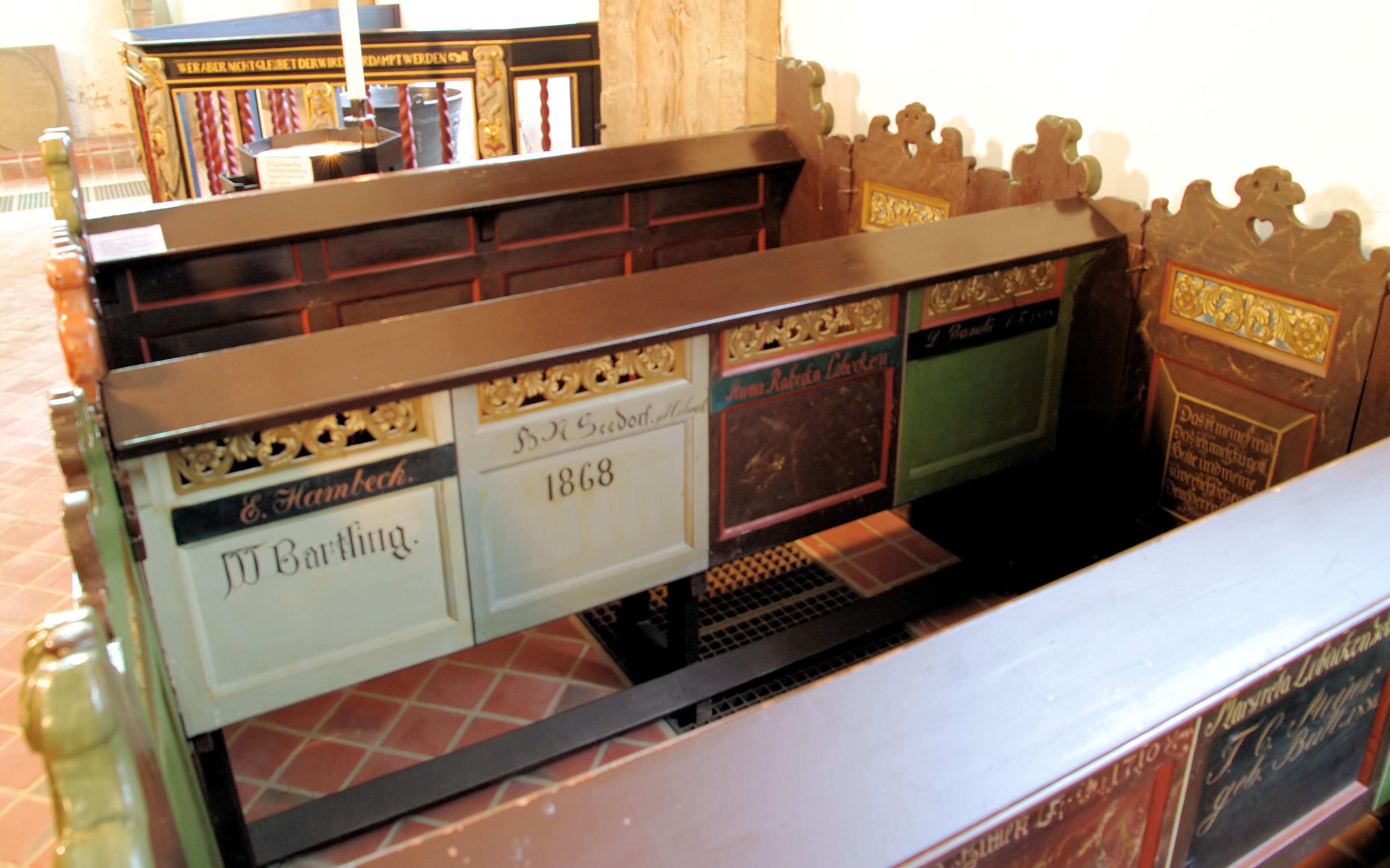
Ein Beispiel für die beschrifteten Bänke
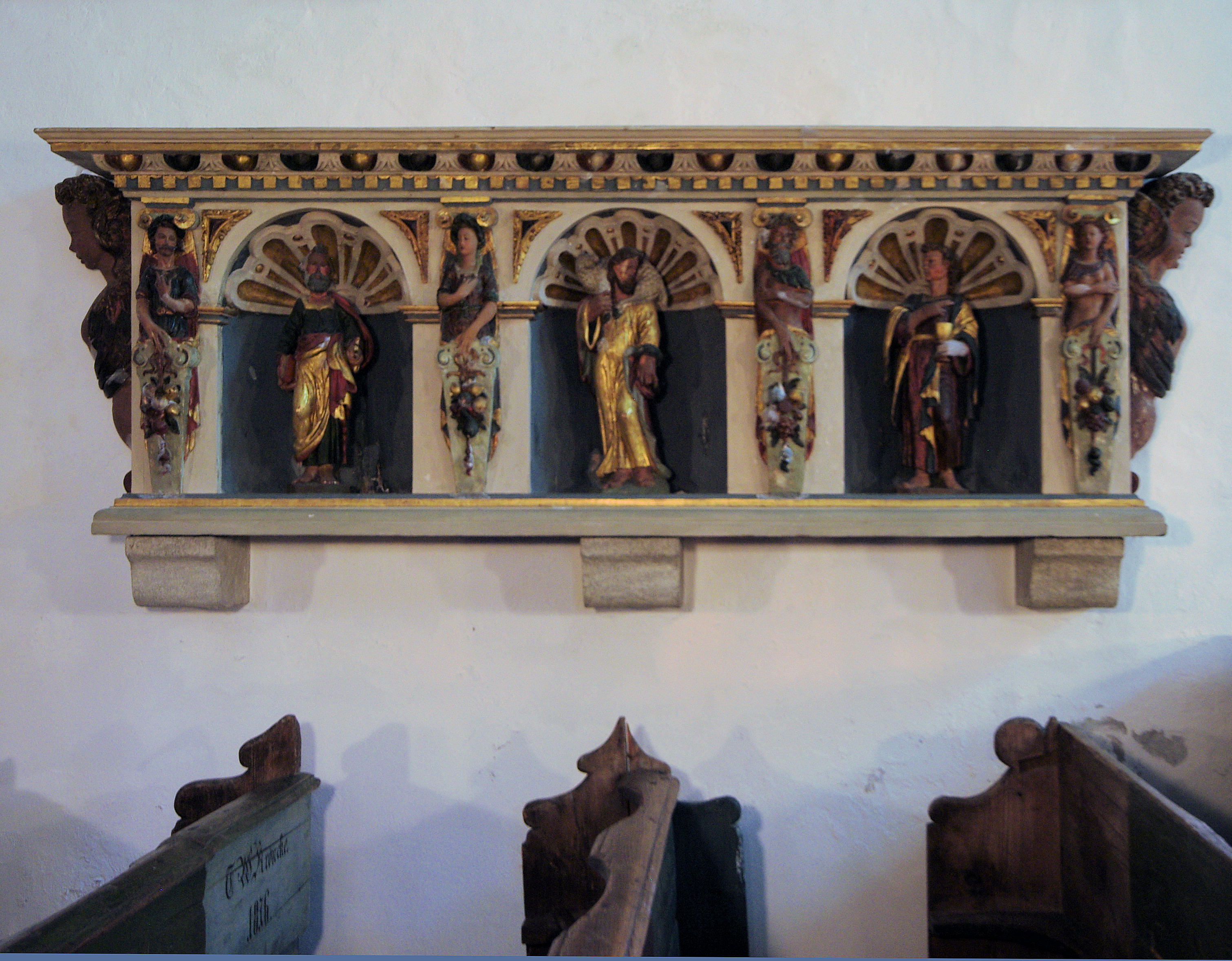
Renaissance-Altarsockel

### Orgel

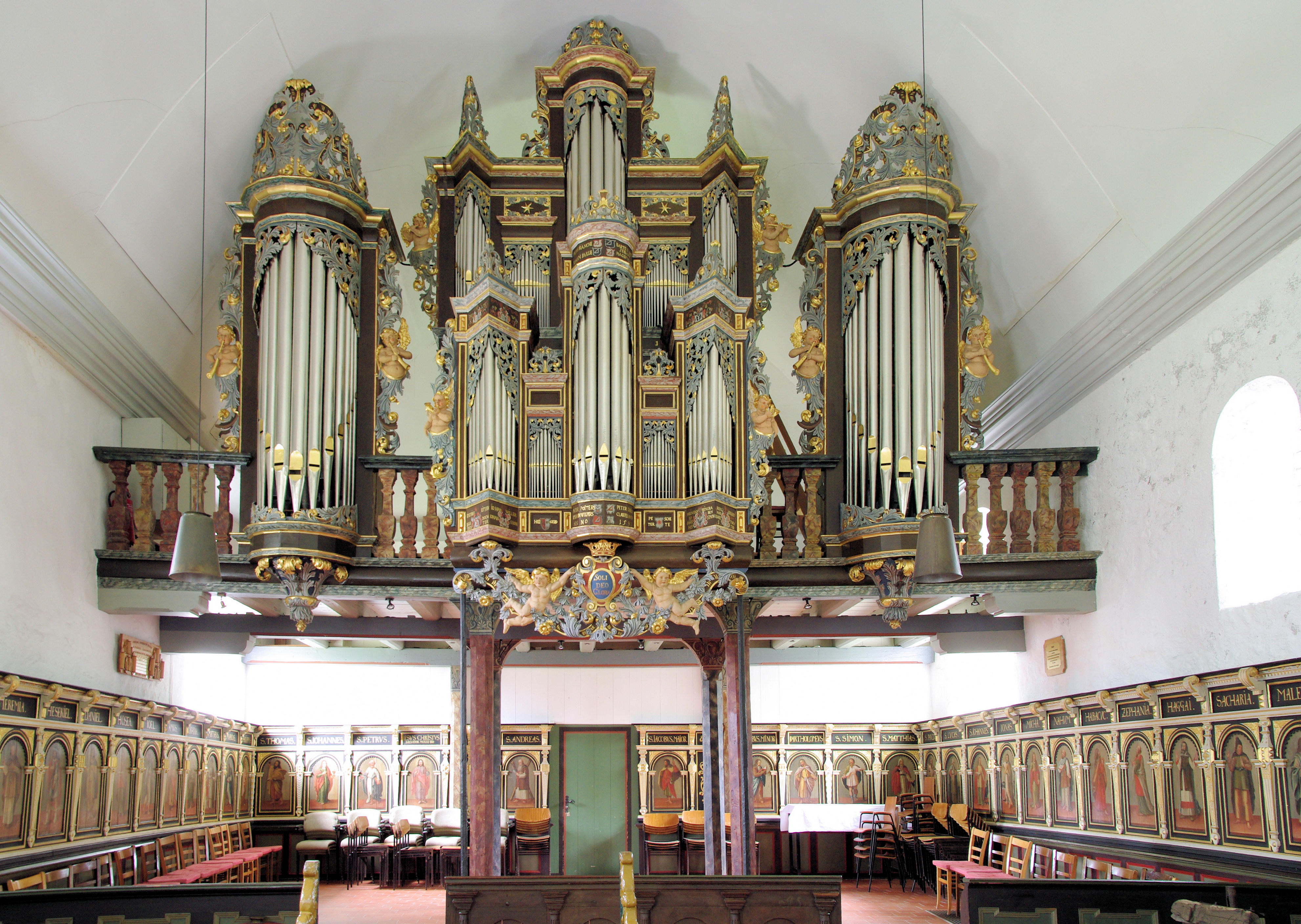
Die Orgel

Die Orgel stammt von 1497/98 und ist mehrfach erweitert worden. Die erste Orgel geht auf Johannes Coci aus Bremen zurück, besaß sechs Register und stand in der Nähe des Altars an der Nordseite. Eine erste Erweiterung erfuhr das Instrument vermutlich durch den Orgelbauern Matthias Mahn (Buxtehude), der 1561/1577 ein Rückpositiv ergänzte. Hans Christoph Fritzsche erweiterte 1647–1649 das Oberwerk und Matthias Dropa 1697–1700 die Klaviaturumfänge. Johann Hinrich Klapmeyer, der wie Dropa Schüler von Arp Schnitger war, gab ihr 1727–1730 im Rahmen des Umbaus der Kirche die jetzige Form. Er schuf ein zusätzliches Brustwerk und neue Pedaltürme und verlegte die Orgel auf die neue Westempore gegenüber dem Altar. In diesem Zustand blieb die Orgel fast zwei Jahrhunderte ohne wesentliche Eingriffe erhalten. Durch die Restaurierung 1925 unter Beratung von Hans Henny Jahnn erhielt die Orgelbewegung wesentliche Impulse. Aus heutiger Perspektive wird die Restaurierung durch Paul Ott (1956–1958) als missglückt betrachtet. Einige dadurch verursachte Schäden konnten durch Rudolf von Beckerath Orgelbau (1965–1967) wieder rückgängig gemacht werden. Die letzte Restaurierung erfolgte 2003 bis 2004 durch die Firma Ahrend aus Leer, die den Zustand von 1730 weitestgehend wiederherstellte, was als große Leistung anerkannt wird. Da die Orgel trotz der vielen Erweiterungs-Umbauten ihren alten Pfeifenbestand bewahrte, zählt diese Klapmeyer-Orgel zu den ältesten Orgeln nördlich der Alpen und ist eines der bedeutenden Instrumente Europas. Das Instrument wurde 2017 in einer virtuellen Version für die Orgelsoftware Hauptwerk veröffentlicht.
Die Orgel verfügt über 2.100 klingende Pfeifen, drei Manuale, Pedal und 35 Register, die fast vollständig original erhalten sind. Die Disposition lautet seit 2004:
| I Rückpositiv CDEFGA–c3 |                 |     |     |
| 1.                      | Principahl      | 8′  | V   |
| 2.                      | Gedackt         | 8′  | F/C |
| 3.                      | Quintadöhn      | 8′  | F   |
| 4.                      | Octav           | 4′  | V/D |
| 5.                      | Gedackt         | 4′  | F   |
| 6.                      | Nasat           | 3′  | V   |
| 7.                      | Super Octav     | 2′  | D   |
| 8.                      | Blockflöt       | 2′  | V   |
| 9.                      | Sexquialtera II |     | F   |
| 10.                     | Scharff IV      |     | F   |
| 11.                     | Dulcian         | 16′ | F   |
| 12.                     | Kromphorn       | 8′  | F/D |

| II Oberwerk CDEFGA–c3 |            |     |     |
| 13.                   | Quintadohn | 16′ | F/C |
| 14.                   | Principahl | 8′  | F   |
| 15.                   | Gedackt    | 8′  | F   |
| 16.                   | Octav      | 4′  | F   |
| 17.                   | Waldflöt   | 2′  | F   |
| 18.                   | Mixtur V   |     | F   |
| 19.                   | Simbel III |     | F   |
| 20.                   | Trommeth   | 8′  | K   |
| 21.                   | Vox humana | 8′  | K   |

| III Brustwerk CDEFGA–c3 |             |       |            |
| 22.                     | Gedacktes   | 8′    | K          |
| 23.                     | Gedackt     | 4′    | K          |
| 24.                     | Super Octav | 2′    | K          |
| 25.                     | Quint       | 1 ⁄2′ | [ Anm. 1 ] |
| 26.                     | Scharff III |       | K          |
| 27.                     | Knop Regal  | 8′    | K          |

| Pedal CDE–d1 |            |     |     |
| 28.          | Untersatz  | 16′ | V/C |
| 29.          | Prinzipahl | 8′  | K   |
| 30.          | Gedackt    | 8′  | D   |
| 31.          | Octav      | 4′  | D   |
| 32.          | Mixtur IV  |     | D   |
| 33.          | Posaun     | 16′ | F/D |
| 34.          | Trommeth   | 8′  | F/D |
| 35.          | Corneth    | 2′  | A   |

- Anmerkungen:

C = teils aus Pfeifenmaterial von Coci (1497–1498)
V = vor 1647
F = Hans Christoph Fritzsche (1647–1649)
D = Matthias Dropa (1697–1700)
K = Johann Hinrich Klapmeyer (1727–1730)
A = Jürgen Ahrend (2003–2004)
- Koppel: III/II
- Spielhilfen, Nebenregister: Tremulanten: (Rückpositiv und für die ganze Orgel), 2 Zimbelsterne, 4 Sperrventile (für alle Werke)
- 4 Bälge (ursprünglich 8)
- Traktur:
  - Tontraktur: Mechanisch
  - Registertraktur: Mechanisch
- Windversorgung:
  - 77 mmWS Winddruck
- Stimmung:
  - Höhe a1= 478,5 Hz bei 18 °C
  - Werckmeister-Stimmung (modifiziert)

Anmerkungen
1. ↑  Von Arp Schnitger?
2. ↑  Becher alt.

### Glocken
Das dreistimmige Glockengeläut hängt im hölzernen Glockenstapel neben der Kirche. 1999 wurde die Läutesanlage saniert.
| Glocke | Gussjahr | Gießer, Gussort                   | Durchmesser | Masse       | Schlagton (HT-1/16) |
| ------ | -------- | --------------------------------- | ----------- | ----------- | ------------------- |
| 1      | 1736     | J. A. Bieber (Hamburg)            | 1587 mm     | ca. 2400 kg | cis′-5              |
| 2      | 1963     | Glockengießerei Otto (Bremen)     | 1344 mm     | ca. 1300 kg | dis′-7              |
| 3      | 1688     | H. Bringemann/G. Richter (Bremen) | 1119 mm     | ca. 800 kg  | fis′-6              |